# Сергеева, Галина Александровна (этнограф)
Гали́на Алекса́ндровна Серге́ева (13 сентября 1923, Щигры, Курская губерния — 5 июля 2014, Москва) — советский и российский этнограф, кандидат исторических наук, старший научный сотрудник отдела Кавказа Института этнологии и антропологии имени Н. Н. Миклухо-Маклая РАН. Кавказовед, специалист по этнографии малых народов Дагестана, организатор полевых экспедиций и глава Дагестанского отряда института, соавтор атласа «Одежда народов Дагестана».

## Биография
Родилась 13 сентября 1923 года в городе Щигры, Курская область. Отец — работник прокуратуры, мать — домохозяйка. В 1941—1942 годах работала техническим секретарём в Пензенской областной прокуратуре, в 1942—1943 годах — в особом секторе Пензенского обкома ВКП(б).
В 1943—1948 годах обучалась на историческом факультете Московского государственного университете, на кафедре этнографии. В 1945—1946 годах участвовала в Дагестанских этнографических экспедициях под руководством Е. М. Шиллинга. В 1948 году под его руководством она защитила дипломную работу «Свадебные обряды и обычаи народов Ботлихского района» на основе собранных материалов.
В 1948—1952 годах проходила аспирантуру там же под руководством М. О. Косвена. В 1953 году в МГУ защитила диссертацию «Женщина Дагестана до Великой Октябрьской революции и в советский период» и получила учёную степень кандидата исторических наук.
В 1954—2003 годах работала в Института этнографии имени Н. Н. Миклухо-Маклая АН СССР (ныне Институт этнологии и антропологии имени Н. Н. Миклухо-Маклая РАН, ИЭА РАН), занимала должности старшего научно-технического сотрудника (1954—1956), младшего научного сотрудника отдела Кавказа (1957—1971) и старшего научного сотрудника отдела Кавказа (1971—1993). С 1957 года заведовала аспирантурой Института этнографии.
С 1953 года являлась членом КПСС, позднее вошла в бюро партийной организации Института этнографии.
Продолжила научную работу после выхода на пенсию в 2003 году. Умерла 5 июля 2014 года в Москве.

## Научная деятельность
Область научных исследований — этнография малых народов Дагестана, в особенности одежда и украшения.
Вела полевые исследования в Дагестане, совершила 32 этнографические экспедиции на Кавказ. В 1959—1960 годах возглавляла Дагестанский отряд Комплексной экспедиции Института этнографии, в 1963 году — Чечено-Дагестанский отряд там же. В 1970—1987 годах возглавляла Дагестанский отряд Кавказской экспедиции Института этнографии.
Ключевой вклад — соавторство атласа «Одежда народов Дагестана» (2001) и редактирование тома «Народы Дагестана» (2003) серии «Народы и культуры» ИЭА РАН. Автор статей в журналах «Советская этнография» и «Кавказский этнографический сборник».
Автор 27 публикаций, входящих в РИНЦ, из них 1 входит в ядро РИНЦ. Индекс Хирша по РИНЦ — 7, по ядру РИНЦ — 1.

## Награды
- Медаль «За доблестный труд в Великой Отечественной войне 1941—1945 гг.» (1946)[1]